# Convention internationale sur la protection des droits de tous les travailleurs migrants et des membres de leur famille
La convention internationale sur la protection des droits de tous les travailleurs migrants et des membres de leur famille du 18 décembre 1990 est un texte de l'ONU visant à protéger les travailleurs migrants, en rappelant les conventions par l'Organisation internationale du travail (no 97 et no 143 sur les travailleurs migrants ; recommandation no 86 sur les emplois de migration ; recommandation no 151 sur les travailleurs migrants ; no 29 et no 105 sur le travail forcé), la Convention concernant la lutte contre la discrimination dans le domaine de l'enseignement et les autres traités internationaux des droits de l'homme. Elle est entrée en vigueur en mars 2003, vingt États l'ayant ratifiée. Aucun État de l'Union européenne ne l'a ratifiée à ce jour. Cependant, cette Convention est rappelée par la Convention relative aux droits des personnes handicapées.

## Priorité: droits de l'Homme des migrants
Le 1er juillet 2003, la Convention internationale sur la protection des droits de tous les travailleurs migrants et des membres de leur famille est entrée en vigueur, après atteinte du seuil de vingt ratifications en mars 2003.
Les migrations internationales sont devenues une donnée fondamentale de la mondialisation. Aujourd’hui, le nombre de migrants internationaux se situe entre 185 et 192 millions [réf. nécessaire]. Ceci représente environ 3 % de la population mondiale, ce qui équivaut à la population du Brésil [réf. nécessaire]. Presque tous les pays sont concernés par la migration, en tant que pays d‘émigration, de transit ou d’immigration, voire les trois à la fois.
Selon Kofi Annan, alors secrétaire général des Nations unies, « Il est temps de se pencher attentivement sur les multiples dimensions de l’enjeu que représentent les migrations, car il concerne aujourd’hui des centaines de millions de personnes et a une incidence sur les pays d’origine, de transit et de destination. Il nous est nécessaire de mieux comprendre les causes des flux internationaux humains et leurs relations complexes avec le développement. »
La Convention des Nations unies constitue un important traité international dans le domaine de la protection des droits des travailleurs migrants. Elle souligne le lien entre les migrations et les droits de l’homme, thème prenant une importance politique capitale dans le monde entier. Le but de la Convention est de protéger les travailleurs migrants et les membres de leur famille en améliorant le respect des droits de l'homme. De par son existence, elle constitue un standard moral, servant de guide et de tremplin pour la promotion des droits des travailleurs migrants dans tous les pays.
La Convention ne crée pas de nouveaux droits pour les migrants mais vise à garantir l’égalité de traitement entre les migrants et les nationaux, ainsi que les mêmes conditions de travail. Elle innove en formulant l’idée fondamentale que tous les migrants doivent avoir droit à un minimum de protection. Elle reconnaît que les migrants en situation régulière ont un droit légitime à davantage de droits que les migrants en situation irrégulière, tout en soulignant que les migrants en situation irrégulière ont le droit de voir leurs droits fondamentaux respectés.
La Convention propose parallèlement de prendre des mesures pour éradiquer les mouvements migratoires clandestins, notamment en luttant contre la circulation d’informations erronées incitant les migrants potentiels à tenter leur chance illégalement, et en sanctionnant les trafiquants, voire les employeurs de migrants en situation irrégulière, sans pour autant porter atteinte aux droits qu'ont les travailleurs migrants vis-à-vis de leur employeur du fait de leur emploi (cf art. 68).
Les États parties à la Convention s’engagent à remettre régulièrement au Comité pour la protection des droits de tous les travailleurs migrants et des membres de leur famille, un rapport concernant les mesures législatives, judiciaires, administratives et autres qu’ils ont adoptées pour donner effet aux dispositions de la Convention, sur les progrès réalisés, et sur les difficultés rencontrées.

## Ratifications et signatures
La Convention avait besoin d’un minimum de vingt ratifications avant d’entrer en vigueur. Lorsque Guatemala et le Salvador la ratifièrent le 14 mars 2003, ce seuil fut atteint.
Les pays ayant ratifié la Convention à la date de janvier 2011 sont: Albanie, Algérie, Argentine, Azerbaïdjan, Belize, Bolivie, Bosnie-Herzégovine, Burkina Faso, Cap-Vert, Chili, Colombie, Égypte, Équateur, Ghana, Guatemala, Guyana, Guinée, Honduras, Kirghizistan, Lesotho, Libye, Mali, Maroc, Mexique, Nicaragua, Pérou, Philippines, Salvador, Sénégal, Seychelles, Sri Lanka, Saint-Vincent-et-les-Grenadines, Syrie, Tadjikistan, Timor oriental, Turquie, Ouganda et Uruguay.
Quinze pays ont signé la Convention, à savoir une intention de leur gouvernement d’adhérer à la Convention : Bangladesh (1998), Comores, Guinée-Bissau, Paraguay, Sao Tomé-et-Principe, Sierra Leone (2000), Togo (2001), Argentine, Cambodge, Gabon, Indonésie, Liberia, Serbie (2004), Monténégro (2004), Madagascar (2015) et Guyana (2005) et Bénin, Gambie et Guinée-Bissau (2018), Fidji (2019), Togo (2020), Tchad et Malawi (2022), Côte d'Ivoire (2023) et Zimbabwe (2024).
Jusqu’à présent, les pays qui ont ratifié la Conventions ont essentiellement des pays d’origine des migrants (comme le Mexique, le Maroc ou les Philippines). Pour ces pays, la Convention est importante car elle permet de protéger leurs citoyens résidant à l’étranger. Aux Philippines, par exemple, plusieurs cas de maltraitance de travailleurs philippins à l’étranger ont choqué la population et incité le gouvernement à ratifier la Convention. Cependant, ces pays sont également des pays de transit et de destination de migrants, et la Convention détermine leurs responsabilités en matière de protection des droits des migrants sur leur territoire.
Aucun pays occidental d’immigration n’a ratifié la Convention. Il en va de même pour d’autres pays d’immigration importants, comme l’Australie, les pays du Golfe Persique et l’Inde.